# LISA Pathfinder
LISA Pathfinder (nom revisat per SMART-2 o Small Missions for Advanced Research in Technology-2) és una sonda espacial de l'ESA amb col·laboració de la NASA que es llançà el 3 de desembre de 2015. L'objectiu de LISA Pathfinder és demostrar la viabilitat tècnica d'un futur observatori espacial d'ones gravitacionals inspirat en el projecte Laser Interferometer Space Antenna, una proposta de detector d'ona gravitatòria de la NASA/ESA. Aquest contindrà un braç de l'interferòmetre LISA, reduït de 5 Gm (5 milions de km) a 35 cm, que mesurarà el desplaçament relatiu entre dues masses cúbiques en condicions de caiguda lliure. Tenint en compte que les fonts de soroll que limitarien la sensibilitat en la mesura d'un futur detector d'ones gravitacionals espacial com LISA es deuen en una gran majoria a fenòmens locals del satèl·lit mateix, LISA Pathfinder serà un banc de proves ideal per estudiar en detall la major part dels reptes que suposa LISA.
La sonda va arribar el 22 de gener al seu punt d'òrbita al voltant de 'L1',un punt virtual en l'espai a 1,5 milions de quilòmetres des de la Terra en direcció al Sol. Triat per ser un lloc ‘tranquil', allunyat de grans cossos com la Terra, i per presentar condicions molt bones per a les comunicacions. Fou un viatge de sis setmanes.
En efecte, LISA Pathfinder permetrà caracteritzar les diferents fonts de soroll mitjançant una sèrie d'experiments, centrats a analitzar les fluctuacions de camp magnètic local, l'impacte de variacions de temperatura, les fluctuacions de càrrega elèctrica de les masses de test, el soroll en l'actuació electroestàtica sobre les masses de test, les fluctuacions dels micro-propulsors que han de mantenir la nau centrada sobre una de les masses, entre d'altres.
A nivell tècnic, LISA Pathfinder validarà una sèrie d'instruments i tecnologies que exportables per un futur observatori com LISA. En aquest sentit, l'interferòmetre i el banc òptic, els micro-propulsors, els sensors inercials que contenen les masses de test i els sensors i actuadors que mantenen el sistema estabilitzat en els seus 18 graus de llibertat mitjançant un complex llaç de control es sotmetran a diferents experiments de calibratge per tal de validar cadascun dels subsistemes implicats.
En particular, podrà comprovar:
- La frenada del control d'actitud d'una nau espacial amb dues masses de prova,
- La viabilitat de la interferometria làser a la banda de freqüència desitjada d'1 a 30mHz (que no és possible en la superfície de la Terra), i
- La fiabilitat i la longevitat dels diversos components sensors capacitius, micro-propulsors, làsers i òptica.

La contribució nacional, liderada pel Grup d'Astronomia d'Ones Gravitacionals Arxivat 2015-10-24 a Wayback Machine. de l'Institut de Ciències de l'Espai / Institut d'Estudis Espacials de Catalunya (ICE-IEEC), crucial per la consecució dels objectius de la missió, es comprèn de:
- Sensors tèrmics i magnètics de baix soroll a les freqüències d'1 a 30 mHz.
- Actuadors tèrmics i magnètics de baix soroll a les freqüències d'1 a 30 mHz.
- Monitor de Radiació.
- L'ordinador a càrrec del control de tota la càrrega útil del satèl·lit així com la seva programació.